# Episodi di We Bare Bears (prima stagione)
La prima stagione della serie animata We Bare Bears - Siamo solo orsi, composta da 26 episodi, è stata trasmessa negli Stati Uniti, da Cartoon Network, dal 27 luglio 2015 all'11 febbraio 2016. 
In Italia è stata trasmessa dall'8 dicembre 2015 al 30 maggio 2016 su Cartoon Network. 
| nº | Titolo originale      | Titolo italiano         | Prima TV USA      | Prima TV Italia  |
| -- | --------------------- | ----------------------- | ----------------- | ---------------- |
| 1  | Our Stuff             | Lo zainetto perduto     | 27 luglio 2015    | 9 dicembre 2015  |
| 2  | Viral Video           | Il video virale         | 27 luglio 2015    | 8 dicembre 2015  |
| 3  | Food Truck            | Cibo di strada          | 28 luglio 2015    | 29 dicembre 2015 |
| 4  | Chloe                 | Chloe                   | 29 luglio 2015    | 10 dicembre 2015 |
| 5  | Panda's Date          | L'appuntamento          | 30 luglio 2015    | 11 dicembre 2015 |
| 6  | Everyday Bears        | Un giorno da orsi       | 31 luglio 2015    | 12 gennaio 2016  |
| 7  | Burrito               | Il burrito              | 6 agosto 2015     | 14 dicembre 2015 |
| 8  | Primal                | Ritorno alla natura     | 13 agosto 2015    | 5 gennaio 2016   |
| 9  | Jean Jacket           | Il giubbotto di jeans   | 20 agosto 2015    | 22 dicembre 2015 |
| 10 | Nom Nom               | Nom Nom                 | 27 agosto 2015    | 19 gennaio 2016  |
| 11 | Shush Ninjas          | Silenzio in sala!       | 3 settembre 2015  | 26 gennaio 2016  |
| 12 | My Clique             | Il mio giro di amicizie | 10 settembre 2015 | 11 maggio 2016   |
| 13 | Charlie               | Charlie                 | 17 settembre 2015 | 15 dicembre 2015 |
| 14 | Brother Up            | Fratellanza             | 12 ottobre 2015   | 13 maggio 2016   |
| 15 | Occupy Bears          | Casa dolce casa         | 13 ottobre 2015   | 24 maggio 2016   |
| 16 | Panda's Sneeze        | Starnuti carini         | 14 ottobre 2015   | 13 maggio 2016   |
| 17 | The Road              | La strada               | 15 ottobre 2015   | 10 maggio 2016   |
| 18 | Emergency             | Emergenza               | 16 ottobre 2015   | 12 maggio 2016   |
| 19 | Tote Life             | Eco-sporta              | 2 novembre 2015   | 16 maggio 2016   |
| 20 | Charlie and the Snake | Charlie e il serpente   | 3 novembre 2015   | 10 maggio 2016   |
| 21 | Video Date            | Incontro virtuale       | 4 novembre 2015   | 16 maggio 2016   |
| 22 | Pet Shop              | Negozio di animali      | 5 novembre 2015   | 11 maggio 2016   |
| 23 | Chloe and Ice Bear    | Chloe e Orso Bianco     | 6 novembre 2015   | 17 maggio 2016   |
| 24 | Cupcake Job           | Orsi al lavoro          | 12 novembre 2015  | 12 maggio 2016   |
| 25 | Hibernation           | Letargo                 | 19 novembre 2015  | 17 maggio 2016   |
| 26 | Charlie Ball          | Passa, Charlie!         | 11 febbraio 2016  | 30 maggio 2016   |